# Handbal op de Olympische Zomerspelen 2024 – vrouwen
Het handbaltoernooi voor vrouwen tijdens de Olympische Zomerspelen 2024 in Parijs begon op 25 juli en eindigde op 10 augustus 2024.
De twaalf deelnemende teams waren verdeeld over twee groepen van zes, waarin een halve competitie werd gespeeld. Aan het einde van de groepsfase gingen de nummers één tot en met vier van elke groep door naar de kwartfinales, de winnaars van de vier kwartfinales gingen verder naar de halve finales. De winnaars van de halve finales bereikten de finale, de verliezers van de halve finales speelden een wedstrijd om de bronzen medaille. De groepsfase werd gespeeld in de Paris Expo Porte de Versailles. De knock-outfase vond plaats in het Stade Pierre-Mauroy in Rijsel (Lille).

## Kwalificatie
Twaalf teams namen deel aan het toernooi. Gastland Frankrijk was automatisch geplaatst. De overige elf landenteams plaatsten zich via het wereldkampioenschap, Europese kampioenschap, continentale kwalificatietoernooien of intercontinentale kwalificatietoernooien.
| Toernooi                             | Datum                        | Locatie                             | Plaatsen | Gekwalificeerd     |
| ------------------------------------ | ---------------------------- | ----------------------------------- | -------- | ------------------ |
| Gastland                             |                              |                                     | 1        | Frankrijk          |
| Europees kampioenschap 2022          | 4-20 november 2022           | Slovenië Noord-Macedonië Montenegro | 1        | Denemarken         |
| Aziatische kwalificatietoernooi 2023 | 17-23 augustus 2023          | Hiroshima                           | 1        | Zuid-Korea         |
| Afrikaans kwalificatietoernooi 2023  | 11-14 oktober 2023           | Luanda                              | 1        | Angola             |
| Pan-Amerikaanse Spelen 2023          | 24-29 oktober 2023           | Viña del Mar                        | 1        | Brazilië           |
| Wereldkampioenschap 2023             | 29 november-17 december 2023 | Denemarken Noorwegen Zweden         | 1        | Noorwegen          |
| Olympisch kwalificatietoernooi I     | 11-14 april 2024             | Debrecen                            | 2        | Hongarije Zweden   |
| Olympisch kwalificatietoernooi II    | 11-14 april 2024             | Torrevieja                          | 2        | Nederland Spanje   |
| Olympisch kwalificatietoernooi III   | 11-14 april 2024             | Neu-Ulm                             | 2        | Duitsland Slovenië |
| Totaal                               |                              |                                     | 12       |                    |

## Groepsfase
Alle tijden zijn lokaal (UTC+2).

### Groep A
| Pos | Team       | Wed | W | G | V | Ptn | DV  | DT  | +/− | Kwalificatie |
| --- | ---------- | --- | - | - | - | --- | --- | --- | --- | ------------ |
| 1   | Noorwegen  | 5   | 4 | 0 | 1 | 8   | 140 | 110 | +30 | Kwartfinales |
| 2   | Zweden     | 5   | 4 | 0 | 1 | 8   | 140 | 125 | +15 | Kwartfinales |
| 3   | Denemarken | 5   | 4 | 0 | 1 | 8   | 126 | 116 | +10 | Kwartfinales |
| 4   | Duitsland  | 5   | 1 | 0 | 4 | 2   | 136 | 134 | +2  | Kwartfinales |
| 5   | Zuid-Korea | 5   | 1 | 0 | 4 | 2   | 107 | 133 | −26 |              |
| 6   | Slovenië   | 5   | 1 | 0 | 4 | 2   | 116 | 147 | −31 |              |

| 25 juli 2024 09:00 | Slovenië       | 19–27   | Denemarken          | Paris Expo Porte de Versailles, Parijs Scheidsrechters: Brunner, Salah (SUI) |
| 25 juli 2024 09:00 | Gros, Stanko 5 | (11–14) | Friis, Østergaard 5 | Paris Expo Porte de Versailles, Parijs Scheidsrechters: Brunner, Salah (SUI) |
| 25 juli 2024 09:00 | 1× 6×          | verslag | 1× 5×               | Paris Expo Porte de Versailles, Parijs Scheidsrechters: Brunner, Salah (SUI) |

| 25 juli 2024 16:00 | Duitsland | 22–23   | Zuid-Korea     | Paris Expo Porte de Versailles, Parijs Scheidsrechters: Belkhiri, Hamidi (ALG) |
| 25 juli 2024 16:00 | Döll 6    | (10–11) | Kang K., Ryu 6 | Paris Expo Porte de Versailles, Parijs Scheidsrechters: Belkhiri, Hamidi (ALG) |
| 25 juli 2024 16:00 | 2×        | verslag | 2× 1×          | Paris Expo Porte de Versailles, Parijs Scheidsrechters: Belkhiri, Hamidi (ALG) |

| 25 juli 2024 21:00 | Noorwegen       | 28–32   | Zweden   | Paris Expo Porte de Versailles, Parijs Scheidsrechters: García, Marín (ESP) |
| 25 juli 2024 21:00 | Mørk, Oftedal 7 | (17–15) | Hagman 8 | Paris Expo Porte de Versailles, Parijs Scheidsrechters: García, Marín (ESP) |
| 25 juli 2024 21:00 | 1× 3×           | verslag | 1× 5× 1× | Paris Expo Porte de Versailles, Parijs Scheidsrechters: García, Marín (ESP) |

| 28 juli 2024 11:00 | Zuid-Korea | 23–30   | Slovenië | Paris Expo Porte de Versailles, Parijs Scheidsrechters: Bíró, Kiss (HUN) |
| 28 juli 2024 11:00 | Woo 7      | (12–14) | Mavsar 7 | Paris Expo Porte de Versailles, Parijs Scheidsrechters: Bíró, Kiss (HUN) |
| 28 juli 2024 11:00 | 1× 2×      | verslag | 1×       | Paris Expo Porte de Versailles, Parijs Scheidsrechters: Bíró, Kiss (HUN) |

| 28 juli 2024 14:00 | Zweden    | 31–28   | Duitsland      | Paris Expo Porte de Versailles, Parijs Scheidsrechters: Pavićević, Ražnatović (MNE) |
| 28 juli 2024 14:00 | Carlson 7 | (19–12) | drie spelers 5 | Paris Expo Porte de Versailles, Parijs Scheidsrechters: Pavićević, Ražnatović (MNE) |
| 28 juli 2024 14:00 | 4×        | verslag | 3×             | Paris Expo Porte de Versailles, Parijs Scheidsrechters: Pavićević, Ražnatović (MNE) |

| 28 juli 2024 16:00 | Denemarken   | 18–27   | Noorwegen                    | Paris Expo Porte de Versailles, Parijs Scheidsrechters: C. Bonaventura, J. Bonaventura (FRA) |
| 28 juli 2024 16:00 | Østergaard 5 | (8–14)  | Brattset Dale, Kristiansen 6 | Paris Expo Porte de Versailles, Parijs Scheidsrechters: C. Bonaventura, J. Bonaventura (FRA) |
| 28 juli 2024 16:00 | 3×           | verslag | 1×                           | Paris Expo Porte de Versailles, Parijs Scheidsrechters: C. Bonaventura, J. Bonaventura (FRA) |

| 30 juli 2024 09:00 | Duitsland     | 41–22   | Slovenië | Paris Expo Porte de Versailles, Parijs Scheidsrechters: García, Paolantoni (ARG) |
| 30 juli 2024 09:00 | Lott, Smits 7 | (16–9)  | Gros 6   | Paris Expo Porte de Versailles, Parijs Scheidsrechters: García, Paolantoni (ARG) |
| 30 juli 2024 09:00 | 1× 4×         | verslag | 1× 4×    | Paris Expo Porte de Versailles, Parijs Scheidsrechters: García, Paolantoni (ARG) |

| 30 juli 2024 11:00 | Noorwegen  | 26–20   | Zuid-Korea | Paris Expo Porte de Versailles, Parijs Scheidsrechters: Brunner, Salah (SUI) |
| 30 juli 2024 11:00 | Skogrand 5 | (13–11) | Ryu 6      | Paris Expo Porte de Versailles, Parijs Scheidsrechters: Brunner, Salah (SUI) |
| 30 juli 2024 11:00 | 1× 2×      | verslag | 1×         | Paris Expo Porte de Versailles, Parijs Scheidsrechters: Brunner, Salah (SUI) |

| 30 juli 2024 21:00 | Zweden   | 23–25   | Denemarken     | Paris Expo Porte de Versailles, Parijs Scheidsrechters: A. Konjičanin, D. Konjičanin (BIH) |
| 30 juli 2024 21:00 | Hagman 6 | (14–14) | vier spelers 4 | Paris Expo Porte de Versailles, Parijs Scheidsrechters: A. Konjičanin, D. Konjičanin (BIH) |
| 30 juli 2024 21:00 | 4×       | verslag | 1× 3×          | Paris Expo Porte de Versailles, Parijs Scheidsrechters: A. Konjičanin, D. Konjičanin (BIH) |

| 1 augustus 2024 11:00 | Zuid-Korea | 21–27   | Zweden      | Paris Expo Porte de Versailles, Parijs Scheidsrechters: García, Paolantoni (ARG) |
| 1 augustus 2024 11:00 | Kang K. 5  | (11–16) | Lindqvist 5 | Paris Expo Porte de Versailles, Parijs Scheidsrechters: García, Paolantoni (ARG) |
| 1 augustus 2024 11:00 | 2×         | verslag |             | Paris Expo Porte de Versailles, Parijs Scheidsrechters: García, Paolantoni (ARG) |

| 1 augustus 2024 19:00 | Duitsland | 27–28   | Denemarken | Paris Expo Porte de Versailles, Parijs Scheidsrechters: Bíró, Kiss (HUN) |
| 1 augustus 2024 19:00 | Behrend 6 | (12–15) | Højlund 7  | Paris Expo Porte de Versailles, Parijs Scheidsrechters: Bíró, Kiss (HUN) |
| 1 augustus 2024 19:00 | 3×        | verslag | 4×         | Paris Expo Porte de Versailles, Parijs Scheidsrechters: Bíró, Kiss (HUN) |

| 1 augustus 2024 21:00 | Slovenië | 22–29 | Noorwegen | Paris Expo Porte de Versailles, Parijs Scheidsrechters: Belkhiri, Hamidi (ALG) |
| 1 augustus 2024 21:00 | (10–15)  |       |           | Paris Expo Porte de Versailles, Parijs Scheidsrechters: Belkhiri, Hamidi (ALG) |
| 1 augustus 2024 21:00 | verslag  |       |           | Paris Expo Porte de Versailles, Parijs Scheidsrechters: Belkhiri, Hamidi (ALG) |

| 3 augustus 2024 16:00 | Slovenië   | 23–27   | Zweden   | Paris Expo Porte de Versailles, Parijs Scheidsrechters: Brunner, Salah (SUI) |
| 3 augustus 2024 16:00 | Omoregie 9 | (14–11) | Hagman 5 | Paris Expo Porte de Versailles, Parijs Scheidsrechters: Brunner, Salah (SUI) |
| 3 augustus 2024 16:00 | 2×         | verslag | 1×       | Paris Expo Porte de Versailles, Parijs Scheidsrechters: Brunner, Salah (SUI) |

| 3 augustus 2024 19:00 | Noorwegen | 30–18   | Duitsland      | Paris Expo Porte de Versailles, Parijs Scheidsrechters: A. Konjičanin, D. Konjičanin (BIH) |
| 3 augustus 2024 19:00 | Reistad 8 | (14–8)  | drie spelers 3 | Paris Expo Porte de Versailles, Parijs Scheidsrechters: A. Konjičanin, D. Konjičanin (BIH) |
| 3 augustus 2024 19:00 | 3×        | verslag | 2×             | Paris Expo Porte de Versailles, Parijs Scheidsrechters: A. Konjičanin, D. Konjičanin (BIH) |

| 3 augustus 2024 21:00 | Denemarken          | 28–20   | Zuid-Korea | Paris Expo Porte de Versailles, Parijs Scheidsrechters: García, Marín (ESP) |
| 3 augustus 2024 21:00 | Hansen, Jørgensen 6 | (12–8)  | Woo 5      | Paris Expo Porte de Versailles, Parijs Scheidsrechters: García, Marín (ESP) |
| 3 augustus 2024 21:00 | 1× 4×               | verslag |            | Paris Expo Porte de Versailles, Parijs Scheidsrechters: García, Marín (ESP) |

### Groep B
| Pos | Team          | Wed | W | G | V | Ptn | DV  | DT  | +/− | Kwalificatie |
| --- | ------------- | --- | - | - | - | --- | --- | --- | --- | ------------ |
| 1   | Frankrijk (G) | 5   | 5 | 0 | 0 | 10  | 159 | 124 | +35 | Kwartfinales |
| 2   | Nederland     | 5   | 4 | 0 | 1 | 8   | 152 | 137 | +15 | Kwartfinales |
| 3   | Hongarije     | 5   | 2 | 1 | 2 | 5   | 137 | 140 | −3  | Kwartfinales |
| 4   | Brazilië      | 5   | 2 | 0 | 3 | 4   | 127 | 119 | +8  | Kwartfinales |
| 5   | Angola        | 5   | 1 | 1 | 3 | 3   | 131 | 154 | −23 |              |
| 6   | Spanje        | 5   | 0 | 0 | 5 | 0   | 111 | 143 | −32 |              |

| 25 juli 2024 11:00 | Nederland           | 34–31   | Angola            | Paris Expo Porte de Versailles, Parijs Scheidsrechters: Kuttler, Merz (GER) |
| 25 juli 2024 11:00 | Malestein, Polman 8 | (19–18) | Nenganga, Paulo 6 | Paris Expo Porte de Versailles, Parijs Scheidsrechters: Kuttler, Merz (GER) |
| 25 juli 2024 11:00 | 1×                  | verslag | 3×                | Paris Expo Porte de Versailles, Parijs Scheidsrechters: Kuttler, Merz (GER) |

| 25 juli 2024 14:00 | Spanje  | 18–29   | Brazilië            | Paris Expo Porte de Versailles, Parijs Scheidsrechters: Kurtagic, Wetterwik (SWE) |
| 25 juli 2024 14:00 | López 5 | (10–15) | De Paula, Matieli 6 | Paris Expo Porte de Versailles, Parijs Scheidsrechters: Kurtagic, Wetterwik (SWE) |
| 25 juli 2024 14:00 | 5×      | verslag | 5×                  | Paris Expo Porte de Versailles, Parijs Scheidsrechters: Kurtagic, Wetterwik (SWE) |

| 25 juli 2024 19:00 | Hongarije | 28–31   | Frankrijk   | Paris Expo Porte de Versailles, Parijs Scheidsrechters: García, Paolantoni (ARG) |
| 25 juli 2024 19:00 | Kuczora 8 | (12–15) | Nze Minko 6 | Paris Expo Porte de Versailles, Parijs Scheidsrechters: García, Paolantoni (ARG) |
| 25 juli 2024 19:00 | 1×        | verslag | 1× 2×       | Paris Expo Porte de Versailles, Parijs Scheidsrechters: García, Paolantoni (ARG) |

| 28 juli 2024 09:00 | Brazilië       | 24–25   | Hongarije | Paris Expo Porte de Versailles, Parijs Scheidsrechters: Kleven, Jørum (NOR) |
| 28 juli 2024 09:00 | drie spelers 4 | (15–12) | Simon 5   | Paris Expo Porte de Versailles, Parijs Scheidsrechters: Kleven, Jørum (NOR) |
| 28 juli 2024 09:00 | 3×             | verslag | 3×        | Paris Expo Porte de Versailles, Parijs Scheidsrechters: Kleven, Jørum (NOR) |

| 28 juli 2024 19:00 | Angola     | 26–21   | Spanje   | Paris Expo Porte de Versailles, Parijs Scheidsrechters: A. Konjičanin, D. Konjičanin (BIH) |
| 28 juli 2024 19:00 | Nenganga 7 | (14–15) | Campos 6 | Paris Expo Porte de Versailles, Parijs Scheidsrechters: A. Konjičanin, D. Konjičanin (BIH) |
| 28 juli 2024 19:00 | 4× 1×      | verslag | 3× 1×    | Paris Expo Porte de Versailles, Parijs Scheidsrechters: A. Konjičanin, D. Konjičanin (BIH) |

| 28 juli 2024 21:00 | Frankrijk    | 32–28   | Nederland   | Paris Expo Porte de Versailles, Parijs Scheidsrechters: Lah, Sok (SLO) |
| 28 juli 2024 21:00 | Valentini 10 | (17–14) | Malestein 7 | Paris Expo Porte de Versailles, Parijs Scheidsrechters: Lah, Sok (SLO) |
| 28 juli 2024 21:00 | 2×           | verslag | 2×          | Paris Expo Porte de Versailles, Parijs Scheidsrechters: Lah, Sok (SLO) |

| 30 juli 2024 15:00 | Nederland      | 29–24   | Spanje  | Paris Expo Porte de Versailles, Parijs Scheidsrechters: Hansen, Madsen (DEN) |
| 30 juli 2024 15:00 | Van Wetering 5 | (14–12) | Arcos 6 | Paris Expo Porte de Versailles, Parijs Scheidsrechters: Hansen, Madsen (DEN) |
| 30 juli 2024 15:00 | 1×             | verslag | 1× 2×   | Paris Expo Porte de Versailles, Parijs Scheidsrechters: Hansen, Madsen (DEN) |

| 30 juli 2024 16:00 | Hongarije | 31–31   | Angola    | Paris Expo Porte de Versailles, Parijs Scheidsrechters: Kurtagic, Wetterwik (SWE) |
| 30 juli 2024 16:00 | Klujber 9 | (15–16) | Kassoma 9 | Paris Expo Porte de Versailles, Parijs Scheidsrechters: Kurtagic, Wetterwik (SWE) |
| 30 juli 2024 16:00 | 1× 2×     | verslag | 2×        | Paris Expo Porte de Versailles, Parijs Scheidsrechters: Kurtagic, Wetterwik (SWE) |

| 30 juli 2024 19:00 | Frankrijk | 26–20   | Brazilië   | Paris Expo Porte de Versailles, Parijs Scheidsrechters: Kuttler, Merz (GER) |
| 30 juli 2024 19:00 | Foppa 7   | (14–11) | De Paula 7 | Paris Expo Porte de Versailles, Parijs Scheidsrechters: Kuttler, Merz (GER) |
| 30 juli 2024 19:00 | 2×        | verslag | 3×         | Paris Expo Porte de Versailles, Parijs Scheidsrechters: Kuttler, Merz (GER) |

| 1 augustus 2024 09:00 | Nederland      | 31–24   | Brazilië | Paris Expo Porte de Versailles, Parijs Scheidsrechters: A. Konjičanin, D. Konjičanin (BIH) |
| 1 augustus 2024 09:00 | Van Wetering 6 | (17–13) | Bitolo 7 | Paris Expo Porte de Versailles, Parijs Scheidsrechters: A. Konjičanin, D. Konjičanin (BIH) |
| 1 augustus 2024 09:00 | 1×             | verslag | 3× 1×    | Paris Expo Porte de Versailles, Parijs Scheidsrechters: A. Konjičanin, D. Konjičanin (BIH) |

| 1 augustus 2024 14:00 | Spanje   | 24–27   | Hongarije | Paris Expo Porte de Versailles, Parijs Scheidsrechters: Kuttler, Merz (GER) |
| 1 augustus 2024 14:00 | Cabral 6 | (12–14) | Klujber 6 | Paris Expo Porte de Versailles, Parijs Scheidsrechters: Kuttler, Merz (GER) |
| 1 augustus 2024 14:00 | 1× 2×    | verslag | 3×        | Paris Expo Porte de Versailles, Parijs Scheidsrechters: Kuttler, Merz (GER) |

| 1 augustus 2024 16:00 | Angola         | 24–38   | Frankrijk | Paris Expo Porte de Versailles, Parijs Scheidsrechters: Kleven, Jørum (NOR) |
| 1 augustus 2024 16:00 | drie spelers 5 | (14–18) | Kanor 7   | Paris Expo Porte de Versailles, Parijs Scheidsrechters: Kleven, Jørum (NOR) |
| 1 augustus 2024 16:00 | 2× 1×          | verslag | 1×        | Paris Expo Porte de Versailles, Parijs Scheidsrechters: Kleven, Jørum (NOR) |

| 3 augustus 2024 09:00 | Hongarije               | 26–30   | Nederland | Paris Expo Porte de Versailles, Parijs Toeschouwers: 5,841 Scheidsrechters: C. Bonaventura, J. Bonaventura |
| 3 augustus 2024 09:00 | Győri-Lukács, Klujber 5 | (16–19) | Abbingh 7 | Paris Expo Porte de Versailles, Parijs Toeschouwers: 5,841 Scheidsrechters: C. Bonaventura, J. Bonaventura |
| 3 augustus 2024 09:00 | 1× 4×                   | verslag | 3×        | Paris Expo Porte de Versailles, Parijs Toeschouwers: 5,841 Scheidsrechters: C. Bonaventura, J. Bonaventura |

| 3 augustus 2024 11:00 | Spanje   | 24–32   | Frankrijk  | Paris Expo Porte de Versailles, Parijs Scheidsrechters: Kuttler, Merz (GER) |
| 3 augustus 2024 11:00 | Cabral 5 | (9–17)  | Toublanc 6 | Paris Expo Porte de Versailles, Parijs Scheidsrechters: Kuttler, Merz (GER) |
| 3 augustus 2024 11:00 | 1× 4×    | verslag | 1×         | Paris Expo Porte de Versailles, Parijs Scheidsrechters: Kuttler, Merz (GER) |

| 3 augustus 2024 14:00 | Brazilië | 30–19   | Angola    | Paris Expo Porte de Versailles, Parijs Scheidsrechters: Lah, Sok (SLO) |
| 3 augustus 2024 14:00 | Bitolo 7 | (14–6)  | Pascoal 4 | Paris Expo Porte de Versailles, Parijs Scheidsrechters: Lah, Sok (SLO) |
| 3 augustus 2024 14:00 | 1× 2×    | verslag | 2× 1×     | Paris Expo Porte de Versailles, Parijs Scheidsrechters: Lah, Sok (SLO) |

## Knock-outfase
|  | Kwartfinales | Kwartfinales   |             |    | Halve finales | Halve finales |  |  | Finale | Finale |
|  |              |                |             |    |               |               |  |  |        |        |
|  | 6 augustus   |                |             |    |               |               |  |  |        |        |
|  |              |                |             |    |               |               |  |  |        |        |
|  | Noorwegen    | 32             |             |    |               |               |  |  |        |        |
|  | Noorwegen    | 32             | 8 augustus  |    |               |               |  |  |        |        |
|  | Brazilië     | 15             |             |    |               |               |  |  |        |        |
|  | Brazilië     | 15             | Noorwegen   | 25 |               |               |  |  |        |        |
|  | 6 augustus   |                | Noorwegen   | 25 |               |               |  |  |        |        |
|  |              | Denemarken     | 21          |    |               |               |  |  |        |        |
|  | Denemarken   | Denemarken     | 21          | 29 |               |               |  |  |        |        |
|  | Denemarken   |                | 10 augustus | 29 |               |               |  |  |        |        |
|  | Nederland    | 25             |             |    |               |               |  |  |        |        |
|  | Nederland    | 25             | Noorwegen   | 29 |               |               |  |  |        |        |
|  | 6 augustus   |                | Noorwegen   | 29 |               |               |  |  |        |        |
|  |              | Frankrijk      | 21          |    |               |               |  |  |        |        |
|  | Hongarije    | Frankrijk      | 21          | 32 |               |               |  |  |        |        |
|  | Hongarije    | 8 augustus     |             | 32 |               |               |  |  |        |        |
|  | Zweden       | 36             |             |    |               |               |  |  |        |        |
|  | Zweden       | 36             | Zweden      | 28 |               |               |  |  |        |        |
|  | 6 augustus   |                | Zweden      | 28 |               |               |  |  |        |        |
|  |              | Frankrijk (ET) | 31          |    | Troostfinale  | Troostfinale  |  |  |        |        |
|  | Frankrijk    | Frankrijk (ET) | 31          | 26 | Troostfinale  | Troostfinale  |  |  |        |        |
|  | Frankrijk    |                | 10 augustus | 26 |               |               |  |  |        |        |
|  | Duitsland    | 23             |             |    |               |               |  |  |        |        |
|  | Duitsland    | 23             | Denemarken  | 30 |               |               |  |  |        |        |
|  |              |                |             |    |               |               |  |  |        |        |
|  | Zweden       | 25             |             |    |               |               |  |  |        |        |
|  | Zweden       | 25             |             |    |               |               |  |  |        |        |

### Kwartfinales
| 6 augustus 2024 09:30 | Denemarken      | 29–25   | Nederland                | Stade Pierre-Mauroy, Rijsel Scheidsrechters: Kurtagic, Wetterwik (SWE) |
| 6 augustus 2024 09:30 | Friis, Hansen 6 | (11–10) | Housheer, Van Wetering 7 | Stade Pierre-Mauroy, Rijsel Scheidsrechters: Kurtagic, Wetterwik (SWE) |
| 6 augustus 2024 09:30 | 5× 1×           | verslag | 5×                       | Stade Pierre-Mauroy, Rijsel Scheidsrechters: Kurtagic, Wetterwik (SWE) |

| 6 augustus 2024 13:30 | Frankrijk | 26–23   | Duitsland | Stade Pierre-Mauroy, Rijsel Scheidsrechters: Jørum, Kleven (NOR) |
| 6 augustus 2024 13:30 | Horacek 7 | (13–10) | Bölk 7    | Stade Pierre-Mauroy, Rijsel Scheidsrechters: Jørum, Kleven (NOR) |
| 6 augustus 2024 13:30 | 1×        | verslag | 2×        | Stade Pierre-Mauroy, Rijsel Scheidsrechters: Jørum, Kleven (NOR) |

| 6 augustus 2024 17:30 | Hongarije                           | 32–36 (n.V.) | Zweden    | Stade Pierre-Mauroy, Rijsel Scheidsrechters: A. Konjičanin, D. Konjičanin (BIH) |
| 6 augustus 2024 17:30 | Klujber 11                          | (15–16)      | Koppang 7 | Stade Pierre-Mauroy, Rijsel Scheidsrechters: A. Konjičanin, D. Konjičanin (BIH) |
| 6 augustus 2024 17:30 | 1× 3×                               | verslag      | 4×        | Stade Pierre-Mauroy, Rijsel Scheidsrechters: A. Konjičanin, D. Konjičanin (BIH) |
| 6 augustus 2024 17:30 | Regulier: 29–29 Verlenging(en): 3–7 |              |           | Stade Pierre-Mauroy, Rijsel Scheidsrechters: A. Konjičanin, D. Konjičanin (BIH) |

| 6 augustus 2024 21:30 | Noorwegen  | 32–15   | Brazilië              | Stade Pierre-Mauroy, Rijsel Scheidsrechters: Kuttler, Merz (GER) |
| 6 augustus 2024 21:30 | Jacobsen 6 | (16–8)  | De Paula, Guarieiro 3 | Stade Pierre-Mauroy, Rijsel Scheidsrechters: Kuttler, Merz (GER) |
| 6 augustus 2024 21:30 | 1×         | verslag | 1× 2×                 | Stade Pierre-Mauroy, Rijsel Scheidsrechters: Kuttler, Merz (GER) |

### Halve finales
| 8 augustus 2024 16:30 | Zweden                              | 28–31 (n.V.) | Frankrijk | Stade Pierre-Mauroy, Rijsel Scheidsrechters: Kuttler, Merz (GER) |
| 8 augustus 2024 16:30 | Hagman 6                            | (12–10)      | Horacek 8 | Stade Pierre-Mauroy, Rijsel Scheidsrechters: Kuttler, Merz (GER) |
| 8 augustus 2024 16:30 | 3×                                  | verslag      | 1× 5×     | Stade Pierre-Mauroy, Rijsel Scheidsrechters: Kuttler, Merz (GER) |
| 8 augustus 2024 16:30 | Regulier: 25–25 Verlenging(en): 3–6 |              |           | Stade Pierre-Mauroy, Rijsel Scheidsrechters: Kuttler, Merz (GER) |

| 8 augustus 2024 21:30 | Noorwegen       | 25–21   | Denemarken  | Stade Pierre-Mauroy, Rijsel Scheidsrechters: Lah, Sok (SLO) |
| 8 augustus 2024 21:30 | Brattset Dale 4 | (11–8)  | Jørgensen 4 | Stade Pierre-Mauroy, Rijsel Scheidsrechters: Lah, Sok (SLO) |
| 8 augustus 2024 21:30 | 1× 3×           | verslag | 1× 3×       | Stade Pierre-Mauroy, Rijsel Scheidsrechters: Lah, Sok (SLO) |

### Troostfinale
| 10 augustus 2024 10:00 | Denemarken | 30–25   | Zweden   | Stade Pierre-Mauroy, Rijsel Scheidsrechters: Jørum, Kleven (NOR) |
| 10 augustus 2024 10:00 | Højlund 5  | (15–13) | Hagman 5 | Stade Pierre-Mauroy, Rijsel Scheidsrechters: Jørum, Kleven (NOR) |
| 10 augustus 2024 10:00 | 1× 4×      | verslag | 1× 3×    | Stade Pierre-Mauroy, Rijsel Scheidsrechters: Jørum, Kleven (NOR) |

### Finale
| 10 augustus 2024 15:00 | Noorwegen | 29–21   | Frankrijk | Stade Pierre-Mauroy, Rijsel Scheidsrechters: García, Marín (ESP) |
| 10 augustus 2024 15:00 | Reistad 8 | (15–13) | Kanor 5   | Stade Pierre-Mauroy, Rijsel Scheidsrechters: García, Marín (ESP) |
| 10 augustus 2024 15:00 | 3×        | verslag | 1×        | Stade Pierre-Mauroy, Rijsel Scheidsrechters: García, Marín (ESP) |

## Eindrangschikking
| Rang   | Team       |
| ------ | ---------- |
| Goud   | Noorwegen  |
| Zilver | Frankrijk  |
| Brons  | Denemarken |
| 4      | Zweden     |
| 5      | Nederland  |
| 6      | Hongarije  |
| 7      | Brazilië   |
| 8      | Duitsland  |
| 9      | Angola     |
| 10     | Zuid-Korea |
| 11     | Slovenië   |
| 12     | Spanje     |

| Onderdeel               | Goud | Zilver | Brons |
| ----------------------- | --- | --- | --- |
| Handbaltoernooi vrouwen | Noorwegen Veronica Kristiansen Maren Nyland Aardahl Stine Skogrand Nora Mørk Stine Bredal Oftedal Silje Solberg-Østhassel Kari Brattset Dale Kristine Breistøl Vilde Ingstad Katrine Lunde Marit Røsberg Jacobsen Camilla Herrem Sanna Solberg-Isaksen Henny Reistad Thale Rushfeldt Deila Coach: Þórir Hergeirsson | Frankrijk Laura Glauser Méline Nocandy Alicia Toublanc Chloé Valentini Coralie Lassource Grâce Zaadi Cléopatre Darleux Laura Flippes Orlane Kanor Tamara Horacek Pauletta Foppa Estelle Nze Minko Oriane Ondono Lucie Granier Sarah Bouktit Léna Grandveau Hatadou SakoCoach: Olivier Krumbholz | Denemarken Sandra Toft Sarah Iversen Helena Elver Anne Mette Hansen Kathrine Heindahl Line Haugsted Althea Reinhardt Mette Tranborg Kristina Jørgensen Trine Østergaard Louise Burgaard Mie Højlund Emma Friis Rikke Iversen Michala Møller Coach: Jesper Jensen |

Atletiek · Badminton · Basketbal · Boksen · Boogschieten · Breaking · Gewichtheffen · Golf · Gymnastiek · Handbal · Hockey · Judo · Kanovaren · Klimsport · Moderne vijfkamp · Paardensport · Roeien · Rugby · Schermen · Schietsport · Schoonspringen · Skateboarden  · Surfen · Synchroonzwemmen · Taekwondo · Tafeltennis · Tennis · Triatlon · Voetbal · Volleybal · Waterpolo · Wielersport · Worstelen · Zeilen · Zwemmen